# Морконе (Ливорно)
Морконе је насеље у Италији у округу Ливорно, региону Тоскана.
Према процени из 2011. у насељу је живело 63 становника. Насеље се налази на надморској висини од 8 м.